# Yoichi Takata
Yoichi Takata (japanisch 高田 与市 Takata Yoichi; * 1908 in Juschno-Sachalinsk, Sachalin; † unbekannt) war ein japanischer Skispringer und Olympiateilnehmer von 1932. 

## Werdegang
Er wurde in die japanische Mannschaft für die Olympischen Winterspiele 1932 in Lake Placid aufgenommen. Im Skisprungwettbewerb belegte er nach Sprüngen von 37,5 und 57 Metern den 31. Platz, und von allen gewerteten Spielern schnitt nur sein Landsmann Yamada Katsumi schlechter ab. In der zweiten Runde erlitt Takata einen Sturz und erhielt die schlechteste Note für Stil unter allen in diesem Wettbewerb ausgeführten Sprüngen.